# Někrasovka (stanice metra v Moskvě)
Někrasovka (rusky Некрасовка) je stanice moskevského metra na Někrasovské lince, která byla zprovozněna dne 3. června 2019 v rámci úseku Kosino - Někrasovka. Stanice je pojmenována podle čtvrti, ve které se nachází. Jedná se o východní konečnou Někrasovské linky a zároveň se jedná o nejvýchodnější stanici moskevského metra.

## Charakter stanice
Stanice Někrasovka se nachází v centru stejnojmenné čtvrti paralelně s Pokrovskou ulicí (Покровская улица) v blízkosti jejího křížení s prospektem Zaščitnikov Moskvy (Проспект Защитников Москвы), místo umístění stanice částečně obkružuje Rožděstvenskaja ulica (Рождественская улица). Stanice disponuje dvěma podzemními vestibuly, ze severozápadního se přes podchod lze dostat ke křížení prospektu Zaščitnikov Moskvy a Pokrovské ulice, ze severovýchodního pak ke křížení Pokrovské a Rožděstvenské ulice. Design vestibulů se odkazuje na noční oblohu. Lamelový podhled obsahuje vestavěná bodová svítidla, u pokladen pak strop pokrývají kovové panely s lineárními světly zabudovanými mezi nimi. Podlaha vestibulů je pokryta světle šedou a tmavou žulou.  
Stanice poslouží jako základ pro nový stejnojmenný dopravně-přestupní uzel o výměře 56 800 m2, který bude zahrnovat multifunkční centrum se sportovními, obchodními a zábavními zařízeními včetně kina. V blízkosti pak bude založen park o ploše 5 ha.  
Výzdoba stanice se odkazuje na měsíční noc, hlavní barvy ve výzdobě nádraží jsou bílá a šedá. Kolejové stěny jsou pokryty metalokeramickými panely rubínově červené barvy. Sloupy jsou pak pokryty panely perleťově šedá a bílá barvy. Podobně jako ve vestibulech i zde jsou využita bodová svítidla připomínající hvězdné nebe k osvětlení prostoru nástupiště. 